# Корд-Сара-Кух-е-Паїн
Корд-Сара-Кух-е-Паїн (перс. كردسراكوه پائين) — село в Ірані, у дегестані Отаквар, у бахші Отаквар, шагрестані Лянґаруд остану Ґілян. За даними перепису 2006 року, його населення становило 32 особи, що проживали у складі 12 сімей.